# Brasil Open
Brasil Open – męski turniej tenisowy kategorii ATP Tour 250 zaliczany do cyklu ATP Tour. Rozgrywany na kortach ziemnych w hali w brazylijskim São Paulo. W latach 2001–2011 rozgrywany był w Costa do Sauípe. Ostatnia edycja turnieju męskiego odbyła się w 2019 roku.
W latach 1999–2002 rozgrywane były zawody kobiece. Początkowo gościło je São Paulo, lecz następnie prawo do organizacji zawodów uzyskała Bahia. W 2013 roku ponownie rozegrano zawody kobiece pod nazwą Brasil Tennis Cup, lecz tym razem we Florianópolis.

## Mecze finałowe

### Gra pojedyncza mężczyzn
| São Paulo       |                     |                      |                     |
| Rok             | Zwycięzca           | Finalista            | Wynik               |
| 2019            | Guido Pella         | Cristian Garín       | 7:5, 6:3            |
| 2018            | Fabio Fognini       | Nicolás Jarry        | 1:6, 6:1, 6:4       |
| 2017            | Pablo Cuevas        | Albert Ramos-Viñolas | 6:7(3), 6:4, 6:4    |
| 2016            | Pablo Cuevas        | Pablo Carreño-Busta  | 7:6(4), 6:3         |
| 2015            | Pablo Cuevas        | Luca Vanni           | 6:4, 3:6, 7:6(4)    |
| 2014            | Federico Delbonis   | Paolo Lorenzi        | 4:6, 6:3, 6:4       |
| 2013            | Rafael Nadal        | David Nalbandian     | 6:2, 6:3            |
| 2012            | Nicolás Almagro     | Filippo Volandri     | 6:3, 4:6, 6:4       |
| Costa do Sauípe |                     |                      |                     |
| Rok             | Zwycięzca           | Finalista            | Wynik               |
| 2011            | Nicolás Almagro     | Ołeksandr Dołhopołow | 6:3, 7:6(3)         |
| 2010            | Juan Carlos Ferrero | Łukasz Kubot         | 6:1, 6:0            |
| 2009            | Tommy Robredo       | Thomaz Bellucci      | 6:3, 3:6, 6:4       |
| 2008            | Nicolás Almagro     | Carlos Moyá          | 7:6(4), 3:6, 7:5    |
| 2007            | Guillermo Cañas     | Juan Carlos Ferrero  | 7:6(4), 6:1         |
| 2006            | Nicolás Massú       | Alberto Martín       | 6:3, 6:4            |
| 2005            | Rafael Nadal        | Alberto Martín       | 6:0, 6:7(2), 6:1    |
| 2004            | Gustavo Kuerten     | Agustín Calleri      | 3:6, 6:2, 6:3       |
| 2003            | Sjeng Schalken      | Rainer Schüttler     | 6:2, 6:4            |
| 2002            | Gustavo Kuerten     | Guillermo Coria      | 6:7(4), 7:5, 7:6(2) |
| 2001            | Jan Vacek           | Fernando Meligeni    | 2:6, 7:6(2), 6:3    |

### Gra podwójna mężczyzn
| São Paulo       |                                       |                                       |                   |
| Rok             | Zwycięzcy                             | Finaliści                             | Wynik             |
| 2019            | Federico Delbonis Máximo González     | Luke Bambridge Jonny O’Mara           | 6:4, 6:3          |
| 2018            | Federico Delbonis Máximo González     | Wesley Koolhof Artem Sitak            | 6:4, 6:2          |
| 2017            | Rogério Dutra Silva André Sá          | Marcus Daniell Marcelo Demoliner      | 7:6(5), 5:7, 10–7 |
| 2016            | Julio Peralta Horacio Zeballos        | Pablo Carreño-Busta David Marrero     | 4:6, 6:1, 10–5    |
| 2015            | Juan Sebastián Cabal Robert Farah     | Paolo Lorenzi Diego Schwartzman       | 6:4, 6:2          |
| 2014            | Guillermo García-López Philipp Oswald | Juan Sebastián Cabal Robert Farah     | 5:7, 6:4, 15–13   |
| 2013            | Alexander Peya Bruno Soares           | František Čermák Michal Mertiňák      | 6:7(5), 6:2, 10–7 |
| 2012            | Eric Butorac Bruno Soares             | Michal Mertiňák André Sá              | 3:6, 6:4, 10–8    |
| Costa do Sauípe |                                       |                                       |                   |
| Rok             | Zwycięzcy                             | Finaliści                             | Wynik             |
| 2011            | Marcelo Melo Bruno Soares             | Pablo Andújar Daniel Gimeno-Traver    | 7:6(4), 6:3       |
| 2010            | Pablo Cuevas Marcel Granollers        | Łukasz Kubot Oliver Marach            | 7:5, 6:4          |
| 2009            | Marcel Granollers Tommy Robredo       | Lucas Arnold Ker Juan Mónaco          | 6:4, 7:5          |
| 2008            | Marcelo Melo André Sá                 | Albert Montañés Santiago Ventura      | 4:6, 6:2, 10–7    |
| 2007            | Lukáš Dlouhý Pavel Vízner             | Albert Montañés Rubén Ramírez Hidalgo | 6:2, 7:6(4)       |
| 2006            | Lukáš Dlouhý Pavel Vízner             | Mariusz Fyrstenberg Marcin Matkowski  | 6:1, 4:6, 10–3    |
| 2005            | František Čermák Leoš Friedl          | José Acasuso Ignacio González King    | 6:4, 6:4          |
| 2004            | Mariusz Fyrstenberg Marcin Matkowski  | Tomas Behrend Leoš Friedl             | 6:2, 6:2          |
| 2003            | Todd Perry Thomas Shimada             | Scott Humphries Mark Merklein         | 6:2, 6:4          |
| 2002            | Scott Humphries Mark Merklein         | Gustavo Kuerten André Sá              | 6:3, 7:6(1)       |
| 2001            | Enzo Artoni Daniel Melo               | Brent Haygarth Gastón Etlis           | 6:3, 1:6, 7:6(5)  |

### Gra pojedyncza kobiet
| Rok  | Mistrzyni          | Finalistka        | Wynik         |
| 2002 | Anastasija Myskina | Eleni Daniilidu   | 6:3, 0:6, 6:2 |
| 2001 | Monica Seles       | Jelena Dokić      | 6:2, 6:3      |
| 2000 | Rita Kuti-Kis      | Paola Suárez      | 4:6, 6:4, 7:5 |
| 1999 | Fabiola Zuluaga    | Patricia Wartusch | 7:5, 4:6, 7:5 |

### Gra podwójna kobiet
| Rok  | Mistrzynie                          | Finalistki                       | Wynik            |
| 2002 | Virginia Ruano Pascual Paola Suárez | Émilie Loit Rossana de los Ríos  | 6:4, 6:1         |
| 2001 | Amanda Coetzer Lori McNeil          | Nicole Arendt Patricia Tarabini  | 6:7(8), 6:2, 6:4 |
| 2000 | Laura Montalvo Paola Suárez         | Janette Husárová Florencia Labat | 5:7, 6:4, 6:3    |
| 1999 | Laura Montalvo Paola Suárez         | Janette Husárová Florencia Labat | 6:7(1), 7:5, 7:5 |